# Сан-Никола-ин-Карчере
Сан-Никола-ин-Карчере (итал. Basilica di San Nicola in Carcere — базилика Святого Николая в темнице) — древняя титулярная церковь в Риме. Расположена вблизи Бычьего форума в районе Рипа. Является одной из традиционных стационарных церквей Великого поста и имеет статус малой базилики.

## История
Первая церковь на этом месте, вероятно, была построена в VI веке, а на канелированной колонне рядом со входом можно увидеть надпись X века, но первое определённое посвящение содержится на мемориальной доске на церкви, датируемой 1128 годом. Ценным историческим источником являются надписи, найденные в церкви Сант-Анджело, они были собраны и опубликованы Винченцо Форчеллой.
Христианская церковь была построена на руинах древнеримского Овощного рынка (Forum Holitorium) и его храмов, посвящённых Юноне Соспите (Вспомогательнице), Янусу и Спесу, вместе с тюрьмой (carcer), которая, по преданию (подтверждённому историей Рима Плиния), находилась там же. Однако в XIV веке часть названия церкви «in Carcere» (в тюрьме) была изменена на «in Carcere Tulliano» из-за ошибочной идентификации. Тюрьма на самом деле была устроена на руинах древнеримских храмов в византийский период (LPD i.515, n13; ii.295, № 12).
Следы античных построек всё ещё видны в современном облике церкви. Это три колонны из храма Юноны Соспита на главном фасаде, которые были включены в постройку X века, так и в храм 1599 года. Колонны храма Януса, освящённого Гаем Дуилием после его морской победы в битве при Милах в 260 г. до н. э., включены снаружи в северную боковую стену церкви. Шесть колонн храма Спеса видны на южной стене.
Посвящение святителю Николаю Чудотворцу связано с тем, что в этом районе проживала греческая община, которая особо почитала этого святого. В XI веке храм был известен как «церковь Петра Леониса» (по имени еврейской крещёной семьи Пьерлеони, перестроившей близлежащий Театр Марцелла в крепость. Один из их членов, Пьетро Пьерлеоне, в 1120-х годах был кардиналом и был избран папой Анаклетом II (позднее заклеймённым как раскольнический антипапа).
В 1599 году церковь была перестроена с новым барочным фасадом по проекту архитектора Джакомо делла Порта. При этом средневековая кампанила (колокольня) не была изменена. Лестница под алтарем ведёт в крипту и к основанию бывших римских храмов, которые использовали в средневековье для захоронений. В крипте видны подиумы трёх храмов и два разделявших их узких прохода, а также позднесредневековые стены. На подиуме центрального храма расположены небольшие сводчатые кельи, что, предположительно, породило легенду о тюрьме Святого Петра и смешении этого места с темницей Святого Николая. Под главным алтарем также находится древняя базальтовая ванна с мощами мучеников. 
В 1931 году приход был закрыт, и теперь в церкви служат клирики Девы Марии (Мариане) из близлежащей церкви Санта-Мария-ин-Кампителли. Здесь также почитается Дева Мария: как Мадонна Помпейская (Madonna di Pompei) и мексиканская Богоматерь Гваделупская (Nostra Signora di Guadalupe).

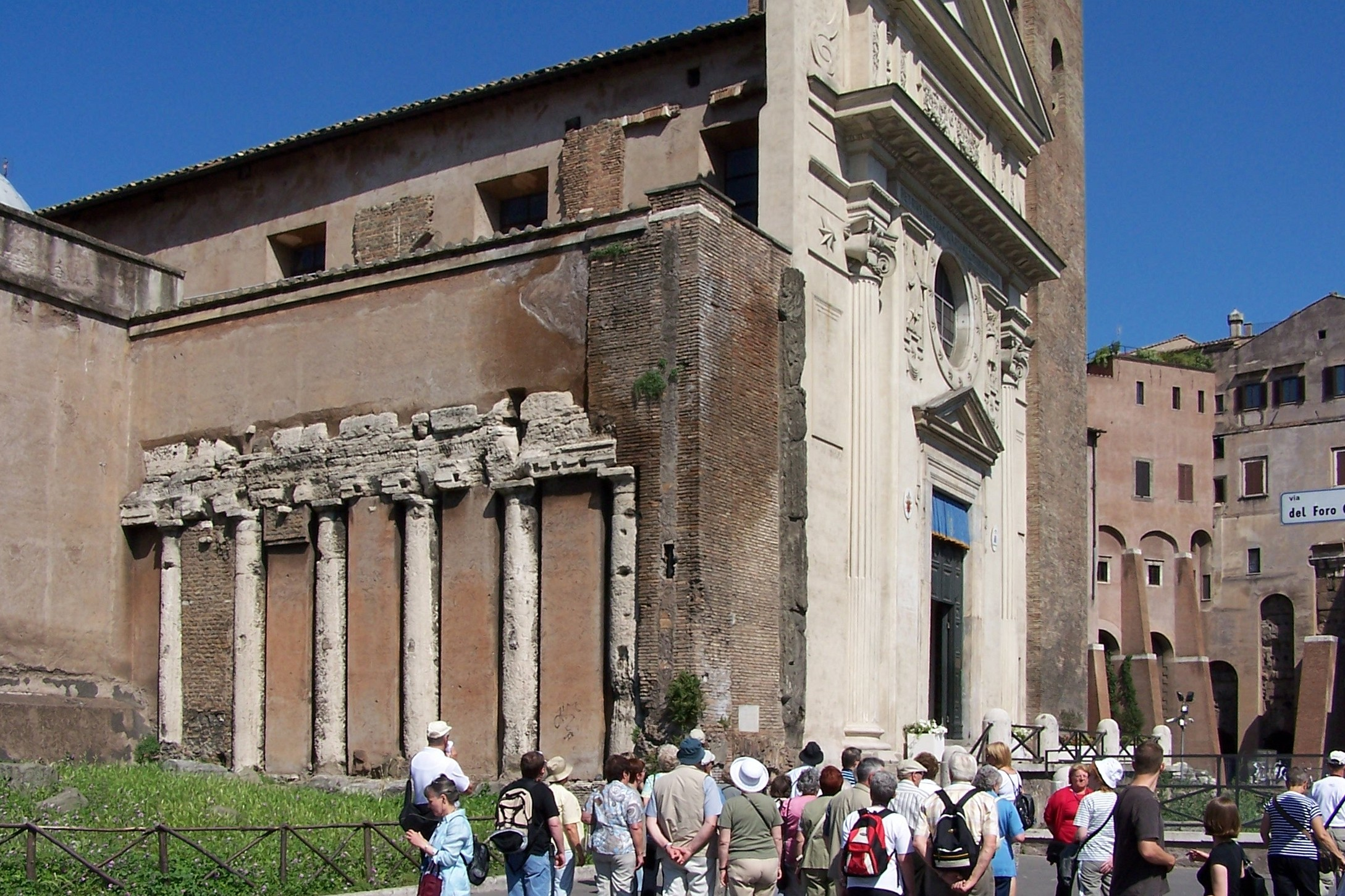
Церковь Святого Николая в темнице. Вид с юга
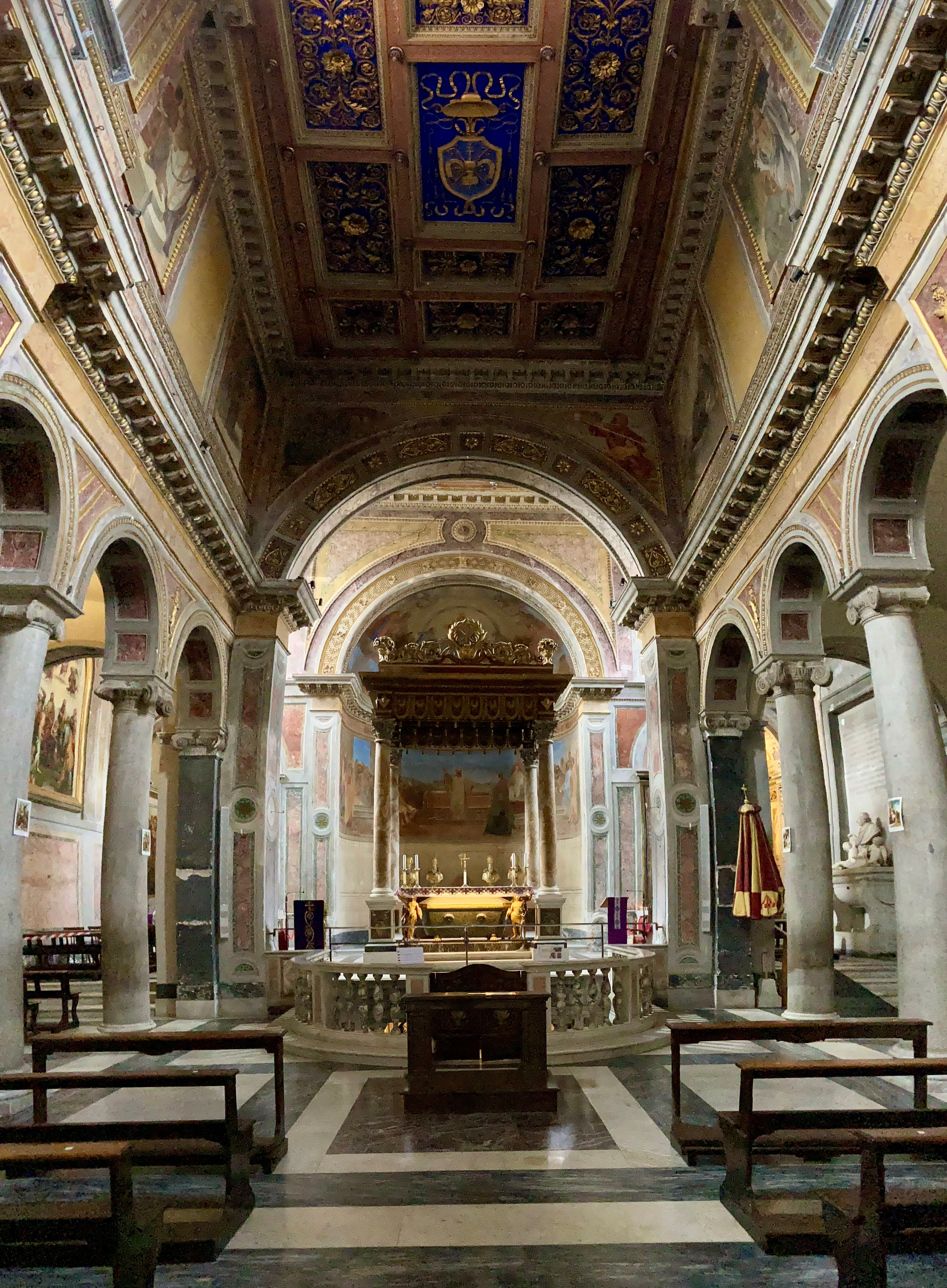
Интерьер
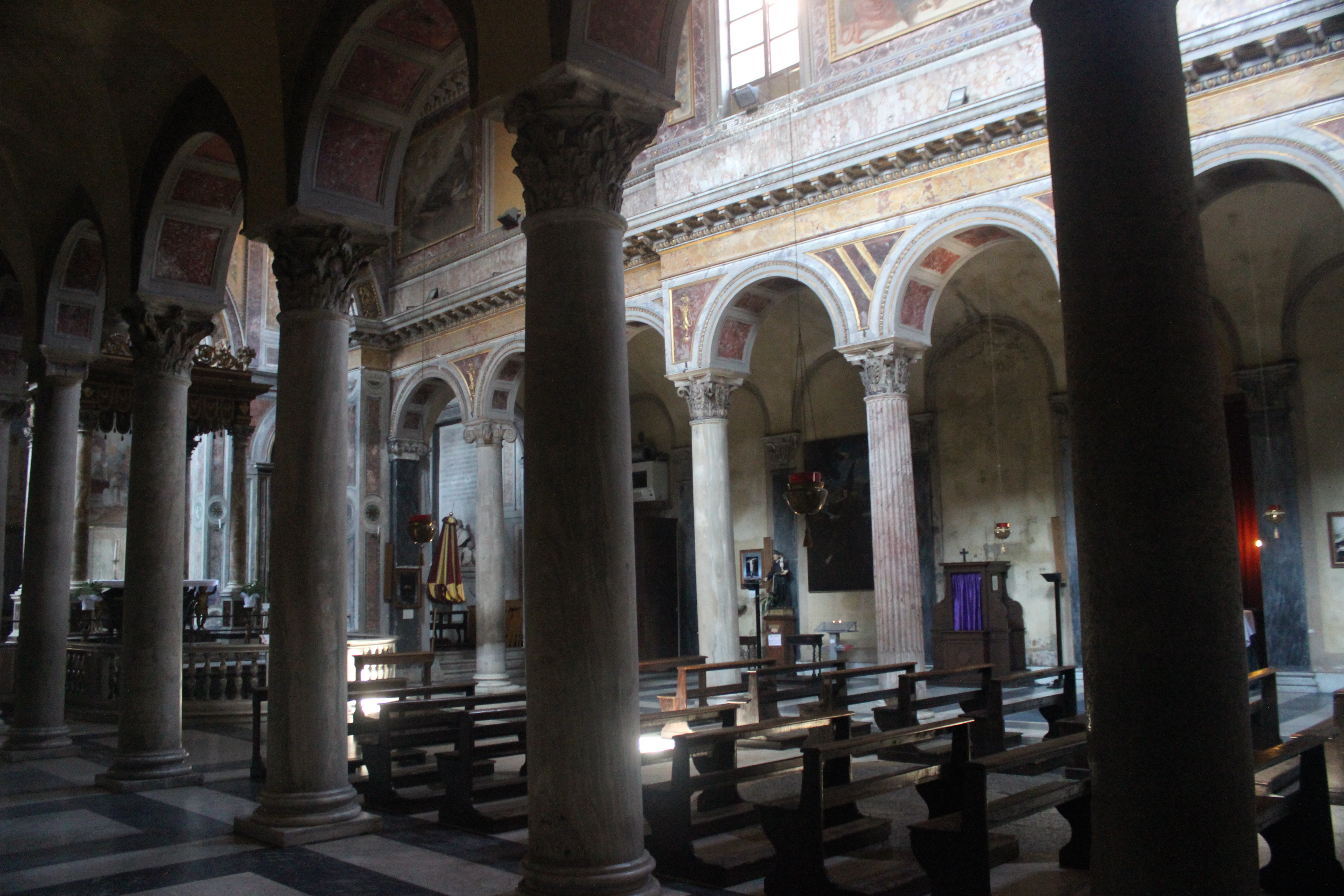
Вид из южного нефа
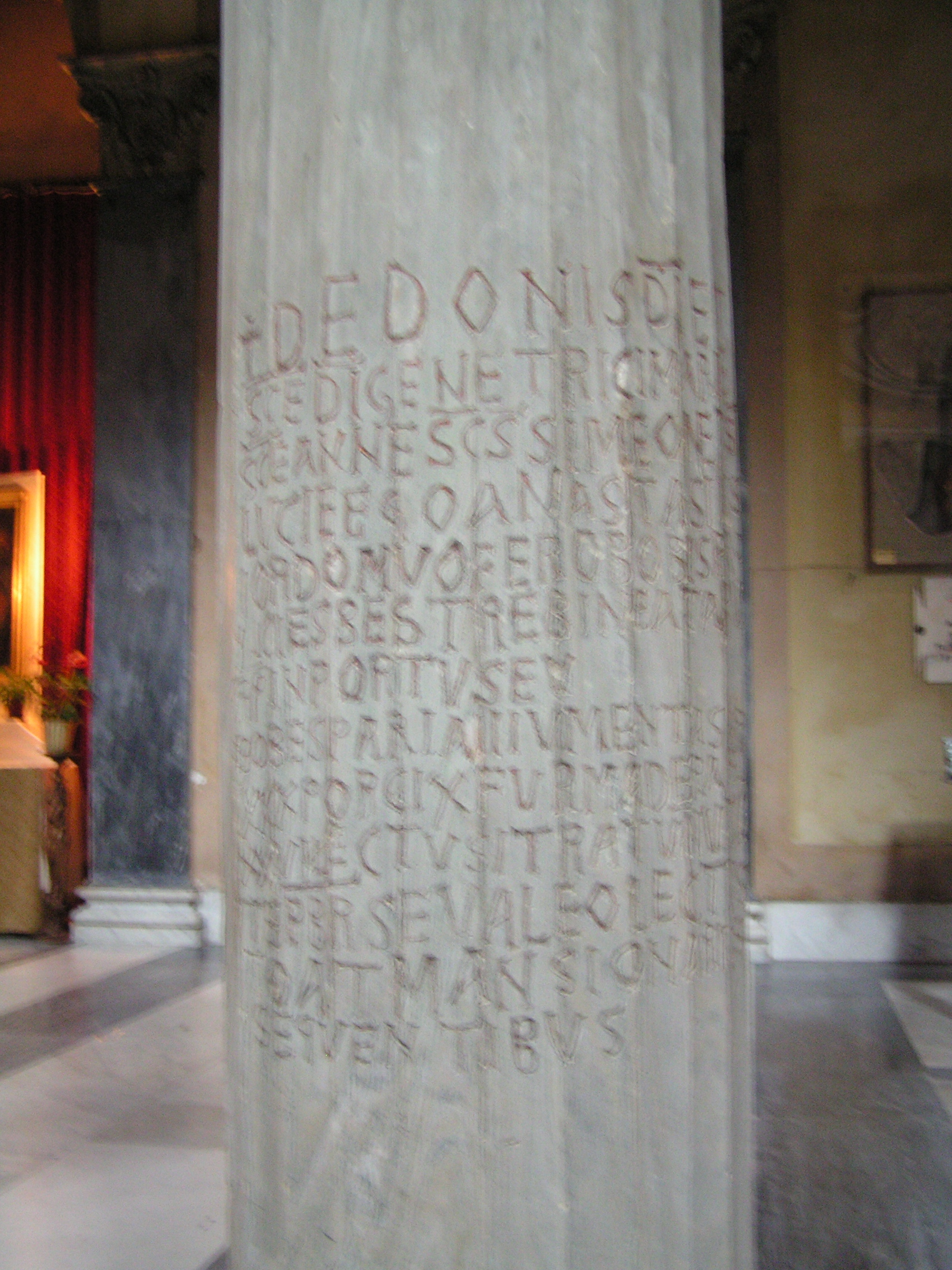
Колонна с надписью X в.
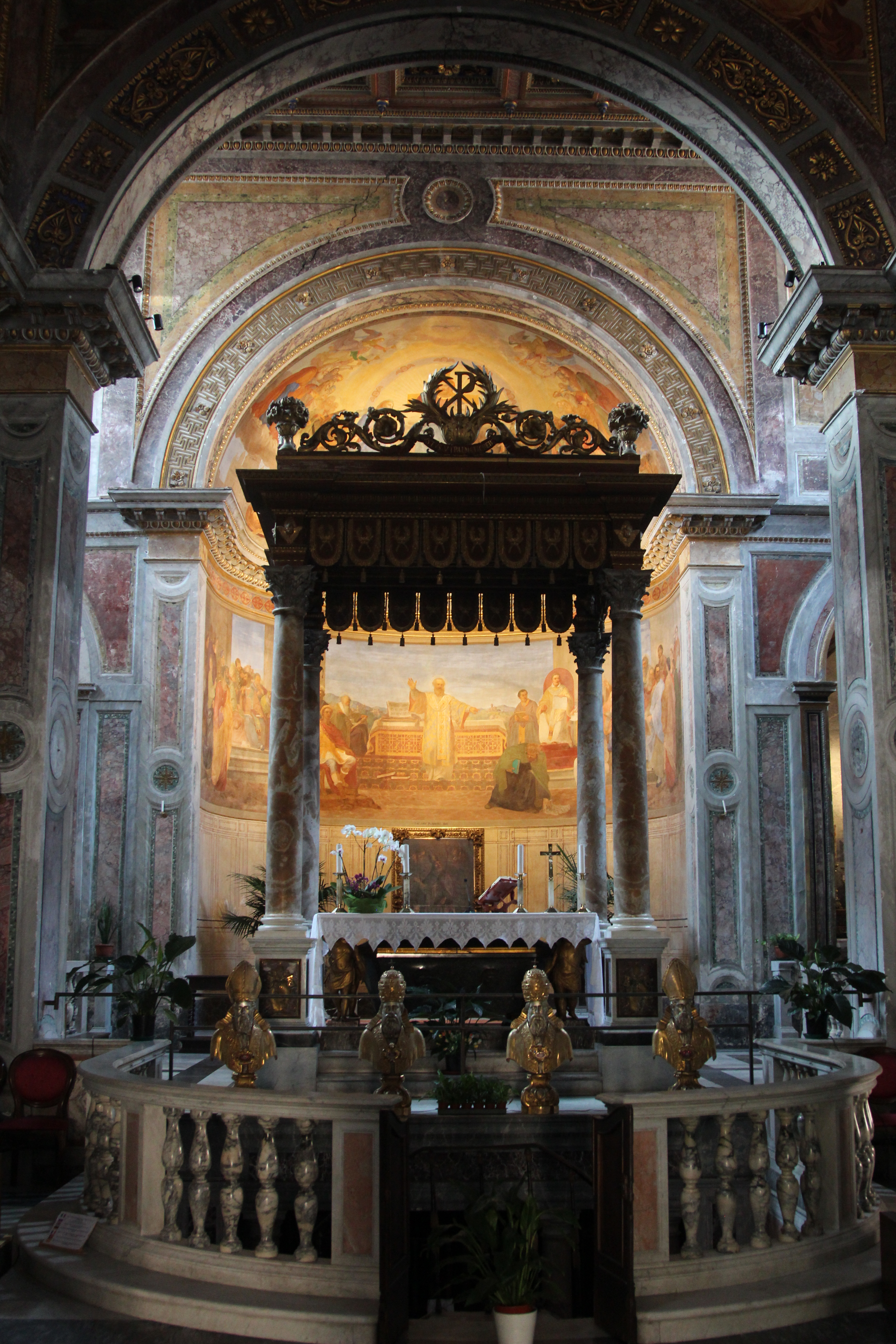
Главный алтарь
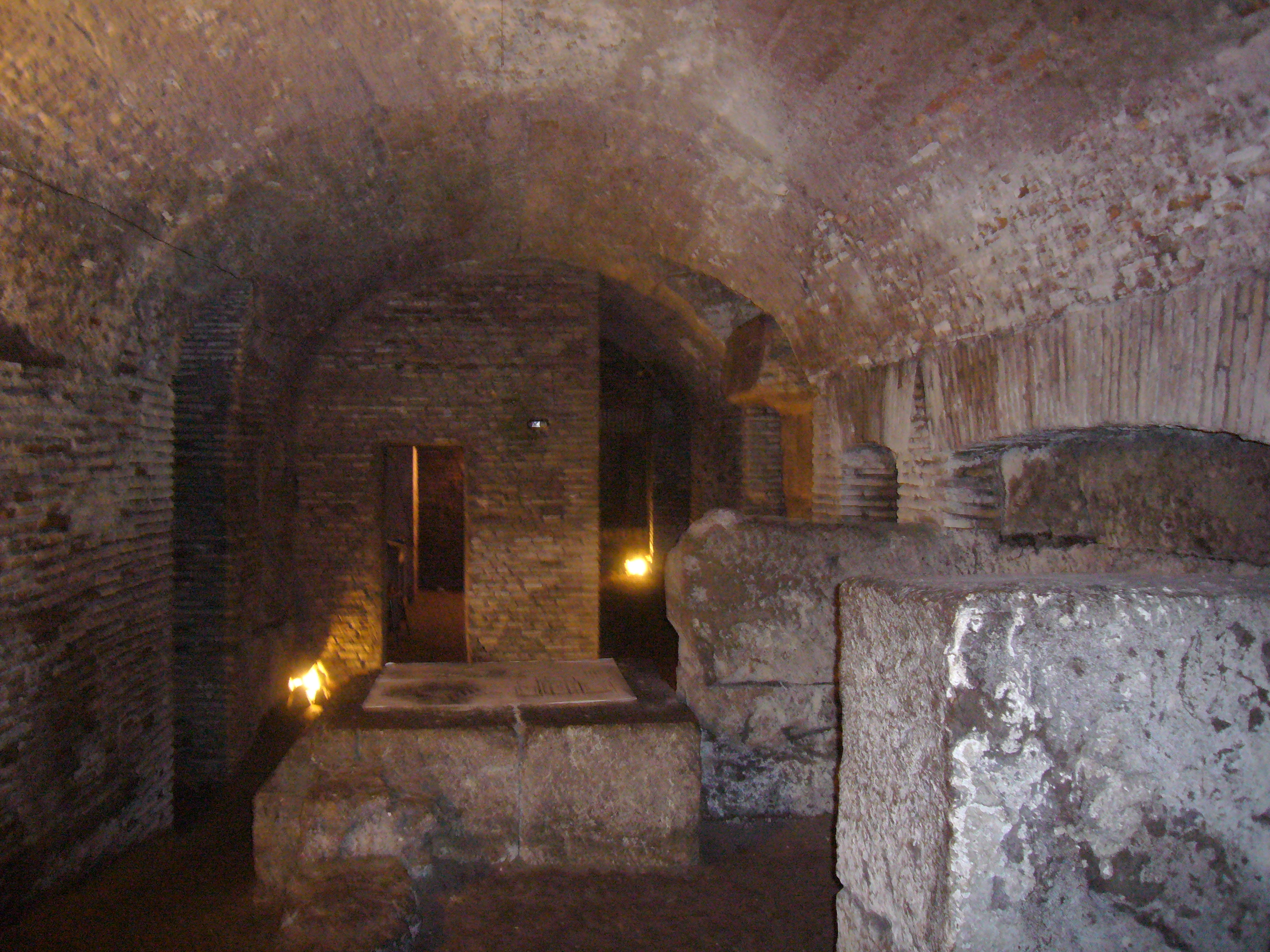
Крипта
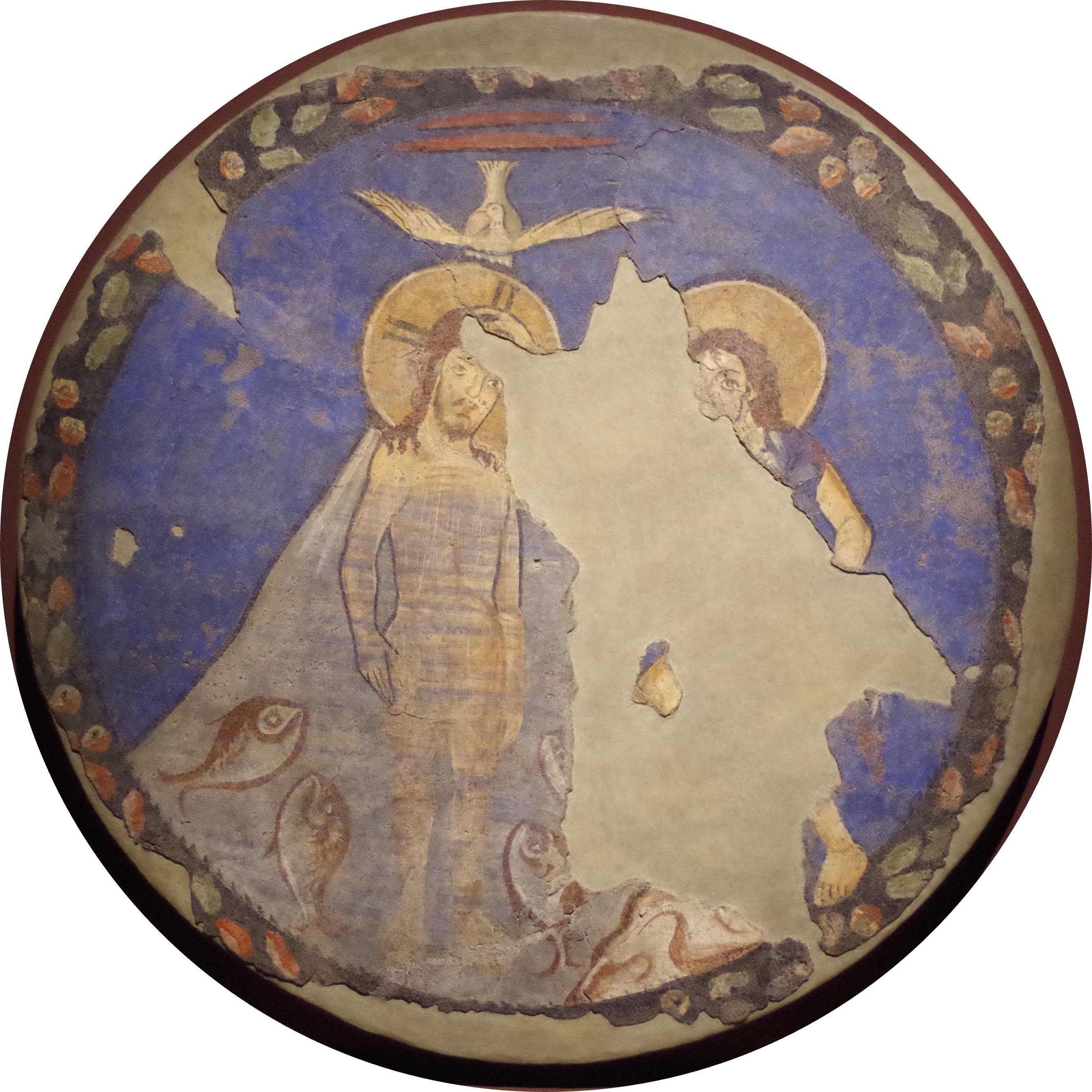
Крещение Христа. Тондо. Фреска крипты. Ок. 1128
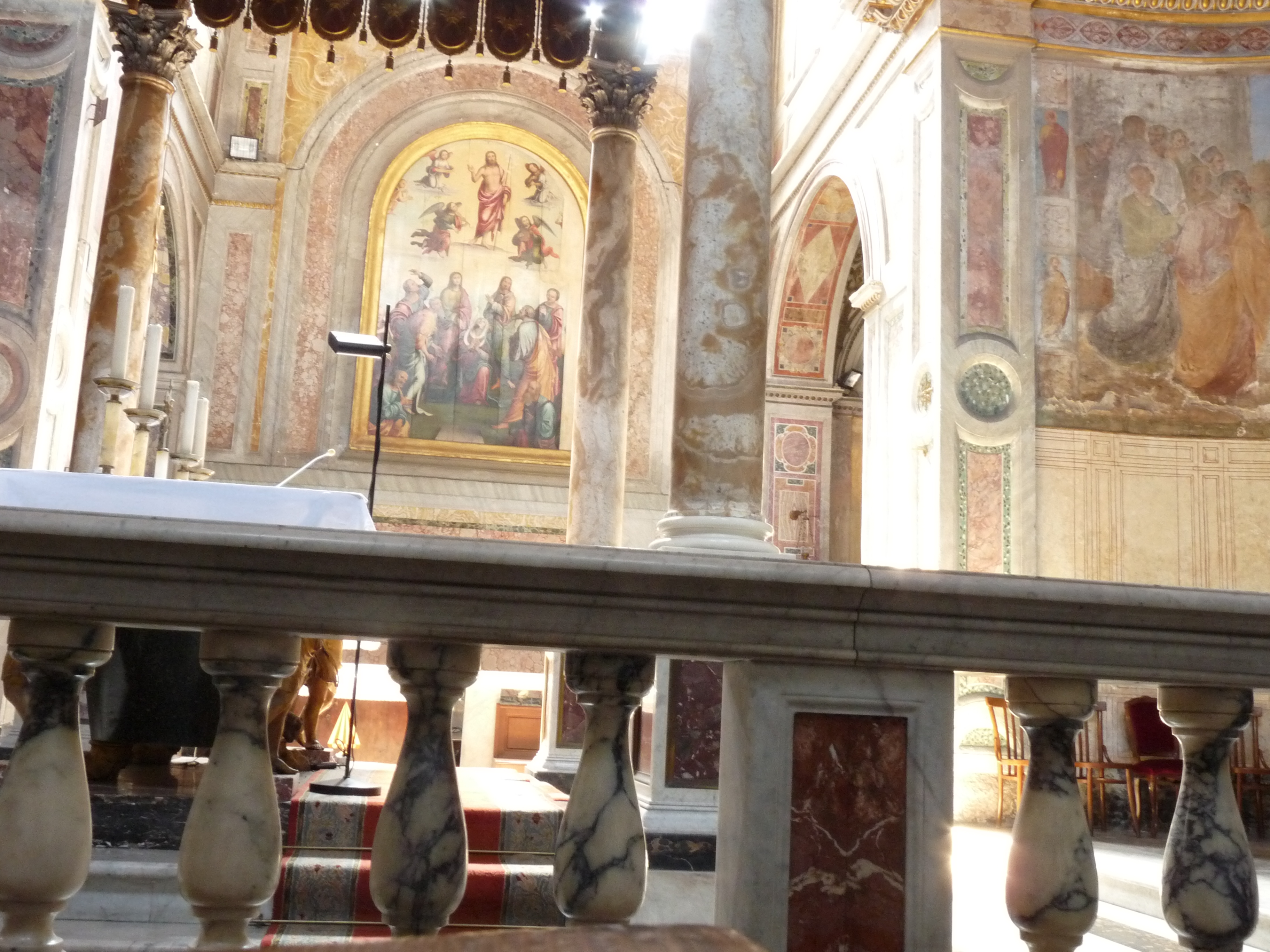
Фрески пресбитерия
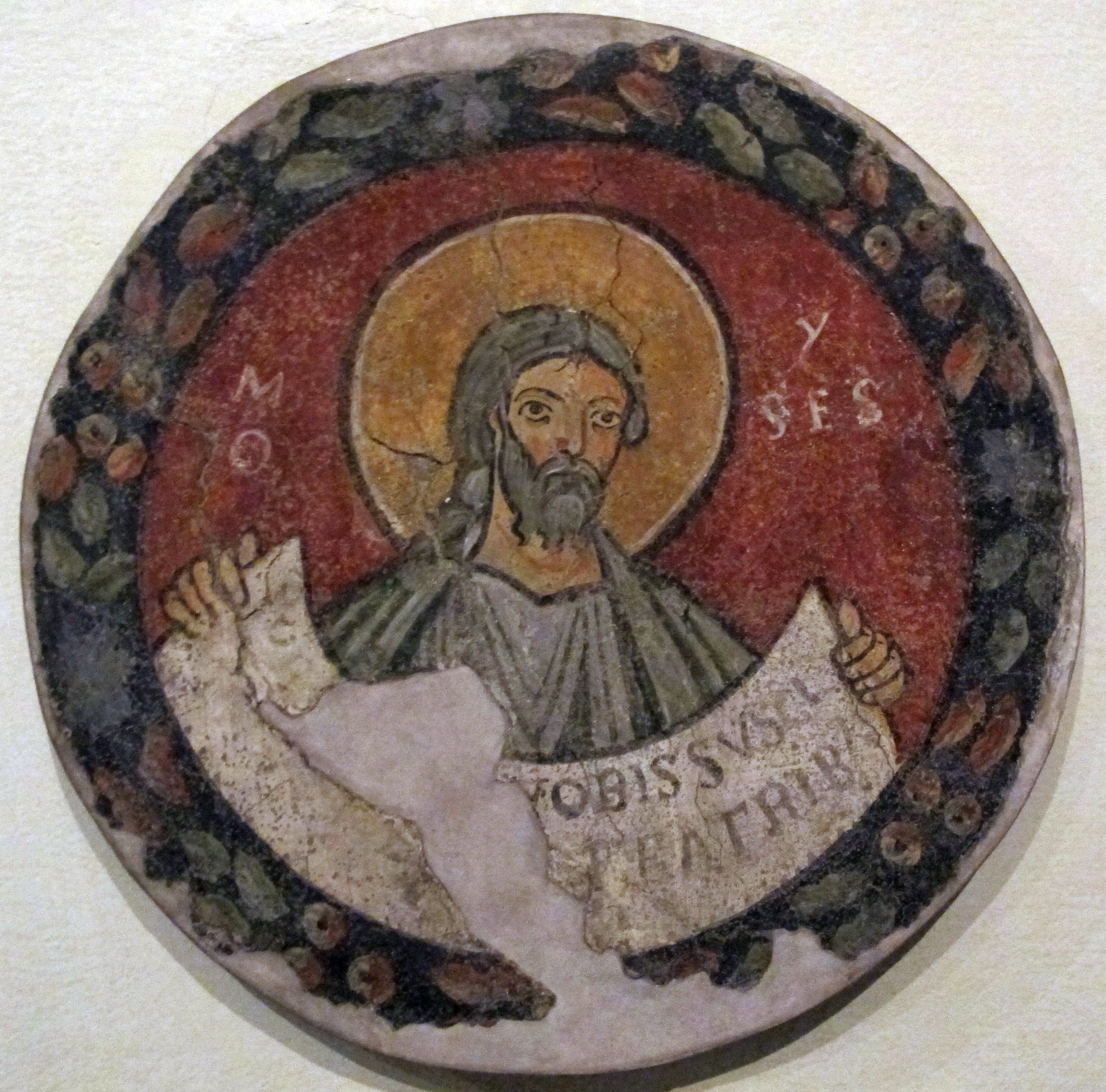
Пророк Моисей. Между 1120 и 1130. Фреска (ныне в Пинакотеке Ватикана)
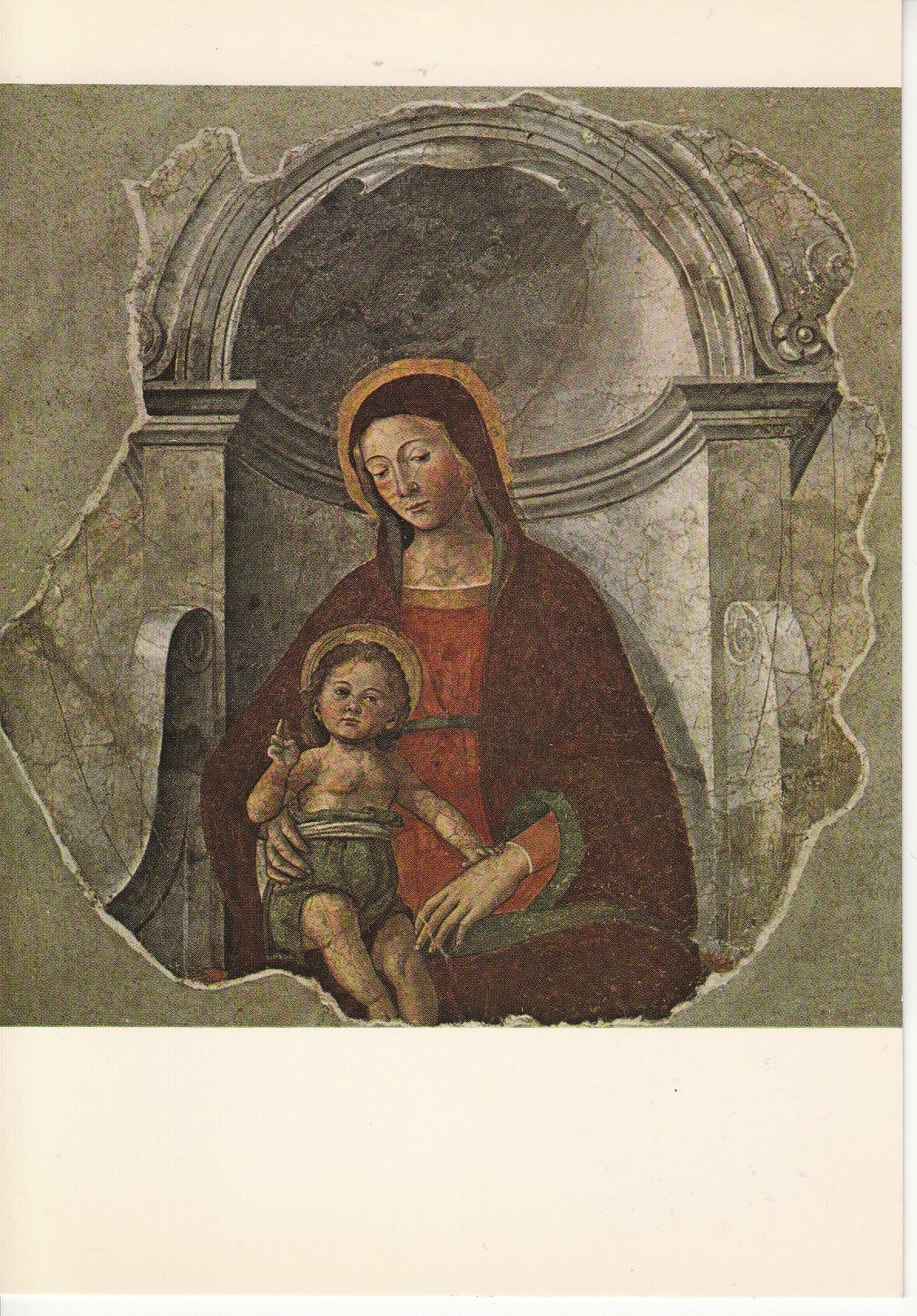
Мадонна с Младенцем. Фреска Антониаццо Романо
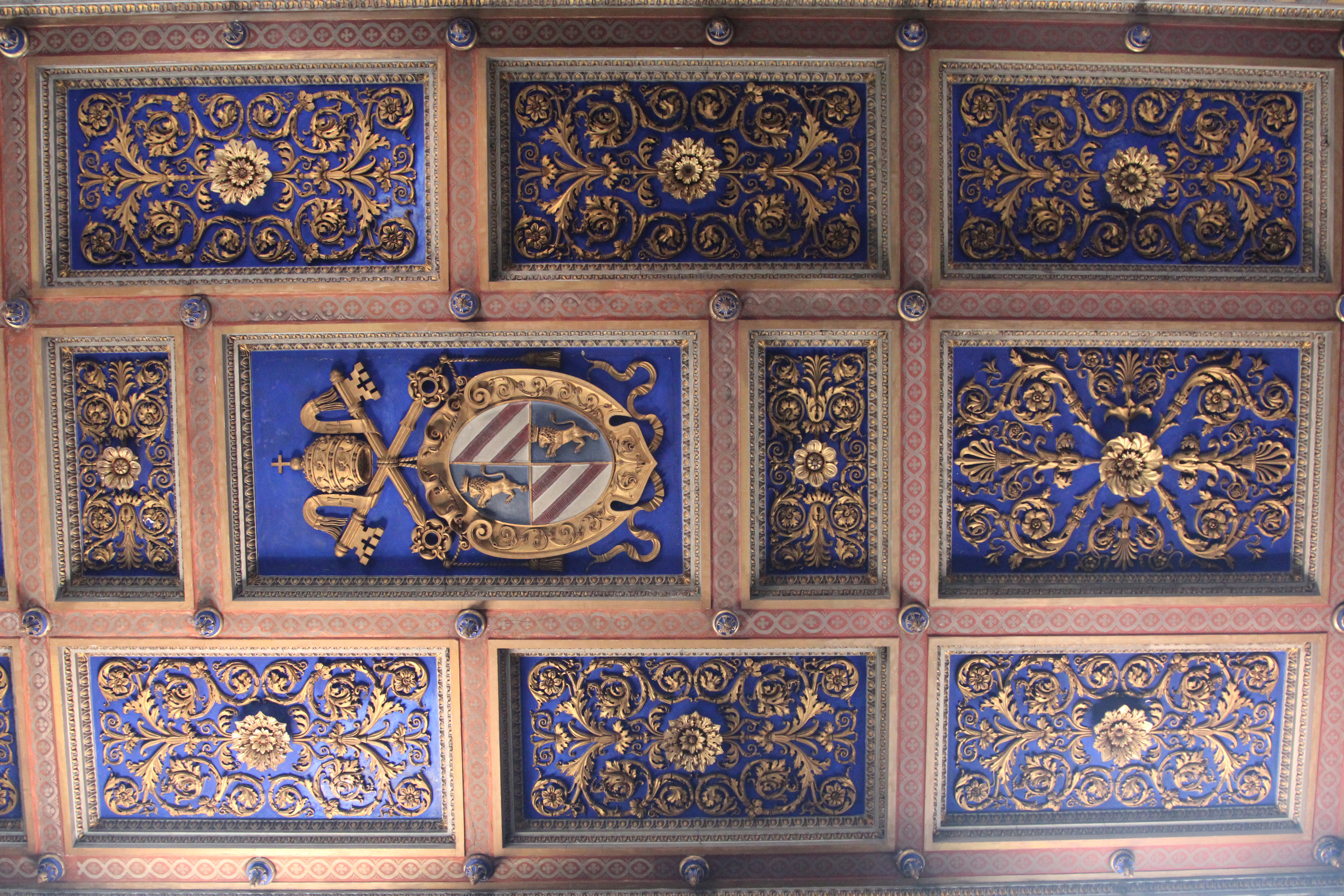
Плафон